# Пароска хроника
Пароската хроника е мраморна стела с надпис, който представлява един от най-значимите източници за гръцката хронология. Съставен е през 264 пр.н.е. Първата част от нея е намерена през 1627 и от 1667 г. се намира в Музей Ашмолеан в Оксфорд. Другата е открита чак през 1897 г. и се намира в Пароския музей. Стелата съдържа хроника на политическите, религиозни и литературни събития в гръцкия свят, като се започва от легендарния атински цар Кекропс, чието управление е датирано от 1581/80 г. пр.н.е. Не се установени източниците, по които е създавана хрониката.

## Събития
Хронология на някои събития, изписани на Пароската стела, сравнена с информация от други източници. Всички дати са преди новата ера.
| Събитие                                                        | Пароска стела | Други източници | Коментар |
| -------------------------------------------------------------- | ------------- | --------------- | --- |
| Първият цар Кекропс се качва на престола в Атина               | 1582          | 1556            | Хроника на Евсевий                                                                                            |
| Потоп на Девкалион унищожава човечеството                      | 1529          | 1526            | Хроника на Евсевий                                                                                            |
| Основаване на Тива от финикийците на Кадъм                     | 1519          | 1321            | Хроника на Евсевий, въпреки че Евсевий привежда и по-ранни дати за съществуването на Тива                     |
| Поход на амазонките в Атика                                    | 1256          | ок. 1210        | Хроника на Евсевий                                                                                            |
| Гърците побеждават в Троянската война                          | 1209          | 1184            | хронология на Ератостен                                                                                       |
| Гърците основават Милет и другите йонийски градове в Мала Азия | 1077          | 1044            | хронология на Ератостен. Според Евсевий Милет е основан през 1286, а йонийската колонизация започва през 1036 |
| Начало на творчеството на Омир                                 | 907           | 1084            | хронология на Ератостен.                                                                                      |
| Начало на ежегодното архонтство в Атина                        | 645           | 682             | Начало на ежегодното архонтство, установено по списъка на архонтите                                           |
| Царят на персите Кир превзема Сарди, столица на Лидия          | 541           | 547             | древноперсийски надпис                                                                                        |
| Дарий I става цар на персите                                   | 520           | 522             | древноперсийски надпис                                                                                        |
| Битка при Маратон от гръко-персийските войни                   | 491/490       | 490             | |
| Ражда се Еврипид                                               | 486           | 481/480         | множество свидетелства                                                                                        |
| Пердика II Македонски става македонски цар                     | 463           | 454             | прието от историците на база генеалогията на македонските царе                                                |